# Schönebecker Straße 23

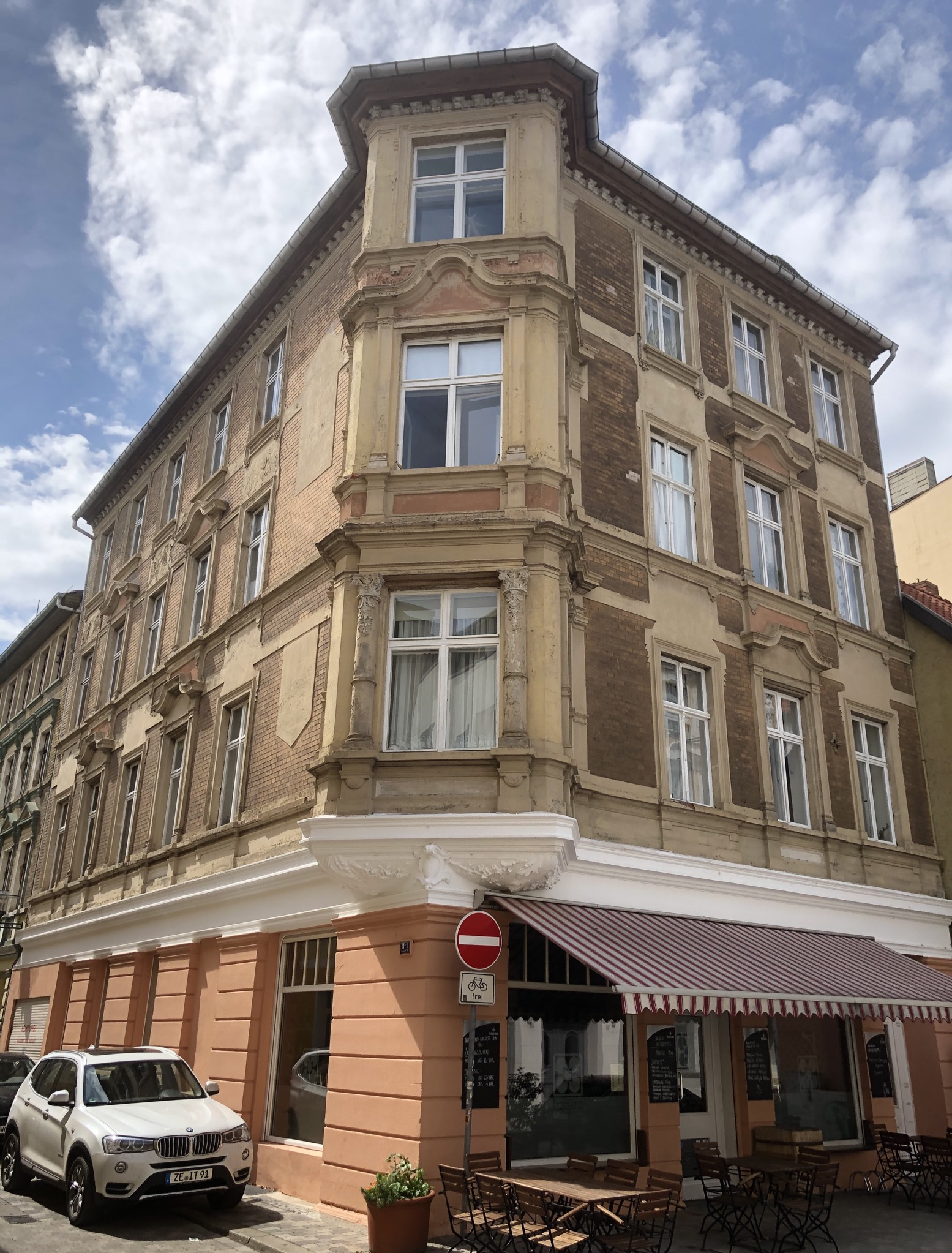
Wohn- und Geschäftshaus Schönebecker Straße 23

Das Gebäude Schönebecker Straße 23 ist ein denkmalgeschütztes Wohn- und Geschäftshaus in Magdeburg in Sachsen-Anhalt.

## Lage
Es befindet sich auf der Westseite der Schönebecker Straße in Buckau im Bereich des sogenannten Buckauer Engpasses in einer markanten Ecklage nördlich der Einmündung der Dorotheenstraße. Westlich grenzt das gleichfalls denkmalgeschützte Haus Dorotheenstraße 1 an.

## Architektur und Geschichte
Das viergeschossige repräsentative Haus entstand im Jahr 1894. Es wurde vom Zimmermeister Aug. Wischeropp für den Fleischermeister Hoefert gebaut. Die Fassade des Ziegelbaus ist zurückhaltend im Stil des Neobarocks gestaltet. Am Erdgeschoss befindet sich eine Gliederung aus Putzbändern. Im ersten und zweiten Obergeschoss sind neobarocke Fensterverdachungen vorhanden. Darüber hinaus befinden sich an der Fassade Stuckverzierungen.
Die Ecksituation wird durch einen Erker mit abgeschrägten Kanten vor den drei Obergeschossen betont. Das Dach ist ähnlich einem Mansarddach ausgeführt.
Die Familie Hoefert betrieb im Erdgeschoss des Gebäudes lange eine Fleischerei. Derzeit (Stand 2020) wird das Ladengeschäft gastronomisch genutzt.
Im örtlichen Denkmalverzeichnis ist das Wohn- und Geschäftshaus unter der Erfassungsnummer 094 17860 als Baudenkmal verzeichnet.
Das Gebäude gilt als prägend für das Straßenbild und städtebaulich bedeutsam.